# 대한북레터협회
대한북레터협회는 북레터로 365일 이웃과 서로 소통하는 따뜻한 세상을 만들어 가는 사람들의 모임·단체이다.

## 설립근거 및 목적
2015년 수필가 황태영에 의해 설립된 단체이다. 

대한북레터협회는 '북레터 365 운동'을 활성화 하여 독서량 증대 및 다양한 계층의 사람들과 서로 꿈과 희망의 친필 편지를 보내는 문화운동을 정착시켜 소통하는 사회, 더불어 행복한 세상을 만들어 가는 것을 목적으로 문화 발전에 이바지 함을 목적으로 한다.

## 활동
- 북레터 Zone 설치
  - 북레터를 알리는 문화운동을 펼치며 그들이 직접 시민들에게 추천하는 책에 응원 글을 받고 전시해놓는 ‘북레터 추천 Library'
  - 시민들이 직접 기부한 책들로 만들어가는 ‘북레터 시민 Library’
  - 현장에서 돈이 아닌 다양한 책과 응원의 편지 등을 적어 기부하는 ‘착한기부함’
  - 시민들이 북레터운동에 참여한 유명 인사 등에게 전하고 싶은 말들을 직접 적어 담으면 전달 해 주는 ‘북레터 소통함’[3]
- 북레터 365 운동 활성화
- '북 연하장' 제작
- '북레터 데이' 지정

## 임원진
대한북레터협회 초대회장: 황태영 (희여골 대표, 수필가, 문화기관단체인)

대한북레터협회 이사장: 채현국 (효암학원 이사장)

대한북레터협회 상임부회장: 황희두 (문화운동가, 전프로게이머)

대한북레터협회 부회장: 송미영 (서양화가,교수), 진성영 (캘리그라퍼)

대한북레터협회 사무총장: 국도형 (매거진 열린사람들 발행인, (주)넛지스토리 대표)

## 연혁
- 2015. 11 대한북레터협회 출범(초대회장 황태영, 이사장 채현국 취임)